# Team Shanghai Alice

Biểu trưng

Team Shanghai Alice (上海アリス幻樂団 Shanhai Arisu Gengakudan, nghĩa "Đội Shanghai Alice") là đội một người phát triển trò chơi điện tử tại Nhật Bản chuyên về thể loại shoot 'em up hoạt động từ năm 2002 đến nay (với tên cũ là ZUN Soft hoạt động từ 1996-1998). Đội được biết đến nhờ tạo nên loạt game Touhou Project và những mặt hàng liên quan.

## Thành viên
Dù là đội nhưng chỉ có một thành viên duy nhất trong đội này, được biết với cái tên ZUN, là người đã lập trình, viết kịch bản, soạn nhạc và thiết kế đồ họa hầu hết trong các phần game. Tên thật của ông là Jun'ya Ōta (Tiếng Nhật: 太田 順也, bút danh: Ōta Jun'ya), sinh tại làng Hakuba, tỉnh Nagano, Nhật Bản. Năm 2012, ZUN kết hôn với một lập trình viên và có hai người con trai gái lần lượt vào năm 2014 và 2016.
ZUN bắt đầu đam mê soạn nhạc lúc còn là học sinh tiểu học, khi ông được tặng một chiếc đàn Electone vào ngày sinh nhật. Lên trung học, ZUN được tiếp xúc với kèn trumpet lúc gia nhập một ban nhạc kèn đồng của trường và bắt đầu soạn nhạc.  Cho đến năm 1995, ông đi đến sự nghiệp phát triển game, tạo ra hàng loạt trò chơi bullet hell mang tên "Touhou Project" dưới "ZUN Soft" khi đang là sinh viên tại Đại học Tokyo Denki. Năm phần đầu tiên của loạt game được phát triển bởi Amusement Maker, một nhóm làm game tại đại học ZUN theo học mà ông cũng là thành viên nhóm, được phát hành trên máy tính cá nhân NEC PC-9800. "ZUN Soft" vào lúc đó nhằm chỉ riêng mình ZUN, sau khi rời Amusement Makers cho đến năm 2002, tên đội được đổi thành "Team Shanghai Alice" và các phần game những năm về sau được phát triển độc lập. Sau khi tốt nghiệp đại học, ZUN tham gia vào Tatoi Corporation hợp tác phát triển các game của công ty trước khi rời đi vào năm 2007 để tập trung phát triển Touhou.

## Sản xuất

### Các trò chơi

#### Với tên ZUN Soft
- Touhou 1: Highly Responsive to Prayers (東方靈異伝, "Đông Phương Linh Dị Truyền", 1996)
- Touhou 2: Story of Eastern Wonderland (東方封魔録, "Đông Phương Phong Ma Lục", 1997)
- Touhou 3: Phantasmagoria of Dim. Dream (東方夢時空, "Đông Phương Mộng Thời Không", 1997)
- Touhou 4: Lotus Land Story (東方幻想郷, "Đông Phương Ảo Tưởng Hương", 1998)
- Touhou 5: Mystic Square (東方怪綺談, Đông Phương Quái Ỷ Đàm", 1998)

#### Với tên Team Shanghai Alice
- Touhou 6: The Embodiment of Scarlet Devil (東方紅魔郷, "Đông Phương Hồng Ma Hương", 2002)
- Touhou 7: Perfect Cherry Blossom (東方妖々夢, "Đông Phương Yêu Yêu Mộng", 2003)
- Touhou 8: Imperishable Night (東方永夜抄, "Đông Phương Vĩnh Dạ Sao", 2004)
- Touhou 7.5: Immaterial and Missing Power (東方萃夢想, "Đông Phương Tụy Mộng Tưởng", 2004) - Hợp tác với Twilight Frontier.
- Touhou 9: Phantasmagoria of Flower View (東方花映塚, "Đông Phương Hoa Ánh Trủng", 2005)
- Touhou 9.5: Shoot the Bullet (東方文花帖, "Đông Phương Văn Hoa Thiếp", 2005)
- Touhou 10: Mountain of Faith (東方風神録, "Đông Phương Phong Thần Lục", 2007)
- Touhou 10.5: Scarlet Weather Rhapsody (東方緋想天, "Đông Phương Phi Tưởng Thiên", 2008) - Hợp tác với Twilight Frontier.
- Touhou 11: Subterranean Animism (東方地霊殿, "Đông Phương Địa Linh Điện", 2008)
- Touhou 12: Undefined Fantastic Object (東方星蓮船, "Đông Phương Tinh Liên Thuyền", 2009)
- Touhou 12.3: Touhou Hisōtensoku (東方非想天則, "Đông Phương Phi Tưởng Thiên Tắc", 2009) - Hợp tác với Twilight Frontier.
- Touhou 12.5: Double Spoiler ~ Touhou Bunkachou (ダブルスポイラー　～ 東方文花帖, "Đông Phương Văn Hoa Thiếp, 2010)
- Touhou 12.8: Great Fairy Wars (妖精大戦争　～ 東方三月精, "Đông Phương Tam Nguyệt Tinh", 2010)
- Touhou 13: Ten Desires (東方神霊廟, "Đông Phương Thần Linh Miếu", 2011)
- Touhou 13.5: Hopeless Masquerade (東方心綺楼, "Đông Phương Tâm Ỷ Lâu", 2013) - Hợp tác với Twilight Frontier.
- Touhou 14: Double Dealing Character (東方輝針城, "Đông Phương Huy Châm Thành", 2013)
- Touhou 14.3: Impossible Spell Card (弾幕アマノジャク, "Đạn Mạc Thiên Tà Quỷ", 2014)
- Touhou 14.3 (bản không được phát hành cho công chúng): Impossible Spell Card Gold Rush (弾幕アマノジャク　ゴールドラッシュ, 2014)
- Touhou 14.5: Urban Legend in Limbo (東方深秘録, "Đông Phương Thâm Bí Lục", 2015) - Hợp tác với Twilight Frontier.
- Touhou 15: Legacy of Lunatic Kingdom (東方紺珠伝, "Đông Phương Cám Châu Truyền", 2015)
- Touhou 15.5: Antinomy of Common Flowers (東方憑依華, "Đông Phương Bằng Y Hoa", 2017) - Hợp tác với Twilight Frontier.
- Touhou 16: Hidden Star in Four Seasons (東方天空璋, "Đông Phương Thiên Không Chương", 2017)
- Touhou 16.5: Violet Detector (秘封ナイトメアダイアリー, "Bí Phong Ác Mộng Nhật Ký", 2018)
- Touhou 17: Wily Beast and Weakest Creature (東方鬼形獣, "Đông Phương Quỷ Hình Thú", 2019)
- Touhou 17.5: Touhou Gouyoku Ibun (東方剛欲異聞, "Đông Phương Cương Dục Dị Vấn", 2021) - Hợp tác với Twilight Frontier.
- Touhou 18: Unconnected Marketeers (東方虹龍洞, "Đông Phương Hồng Long Động", 2021)
- Touhou 18.5: Barettofiria-tachi no Yami-Ichiba〜100th Black Market (バレットフィリア達の闇市場〜 100th Black Market, "Đạn Mạc Cuồng Ám Thị Trường ~ Phiên Chợ Đen Thứ 100", 2022)
- Touhou 19: Unfinished Dream of All Living Ghost (東方獣王園, "Đông Phương Thú Vương Viên", 2023)

### Tham gia phát triển các trò chơi củaTaito Corporation
- International League Soccer it (PlayStation 2, 2000)
- Magic Pengel (PlayStation 2, 2002)
- Bujingai (PlayStation 2, 2003)
- Graffiti Kingdom (PlayStation 2, 2004)
- Exit (PlayStation Portable, 2005)